# Argyresthia communana
Argyresthia communana is een vlinder uit de familie van de pedaalmotten (Argyresthiidae). De wetenschappelijke naam van de soort werd in 1969 gepubliceerd door S. Moriuti.